# Tryst 77 HC
Le Tryst 77 HC est un club de handball basé à Cumbernauld en Écosse.

## Palmarès
- Championnat d'Écosse (9) : 2002, 2004, 2005, 2006, 2007, 2008, 2009, 2011, 2012